# Sanjiangyuan

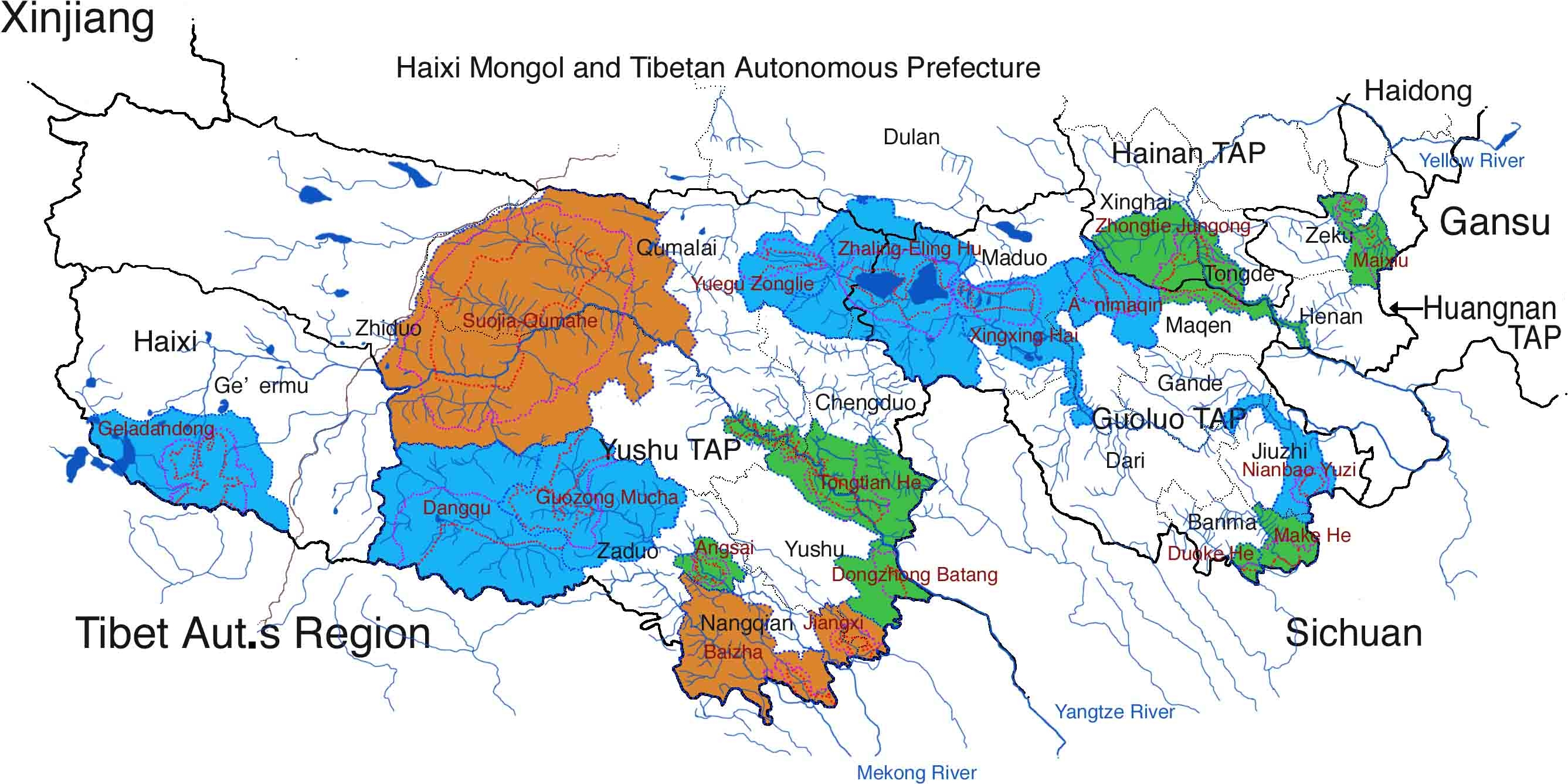
Sanjiangyuan, la región del Tíbet en la que nacen los tres grandes ríos, Amarillo, Yangtsé y Mekong, y marcadas en color las zonas protegidas.

Sanjiangyuan (chino: 三江源, lit.: 'Fuente de los Tres Ríos' ), es un área de la meseta tibetana en la provincia de Qinghai, China, entre las coordenadas 89◦24′–102◦23′N y 31◦39′–36◦16′E, que contiene las cabeceras de tres grandes ríos de Asia: el Amarillo, el Yangtsé y el Mekong. Algunas partes de esta inmensa área estaban protegidas desde el año 2003 bajo la denominación de Reserva Natural Nacional de Sanjiangyuan (SNNR), también llamada Reserva Natural de los Tres Ríos, con una extensión conjunta de 152.000 km2. Desde el año 2000 era reserva natural provincial. La reserva consistía en 18 subáreas, y cada una de ellas se dividía en tres zonas que cubrían el 20.5% (núcleo, estrictamente protegido), 25.8% (área colchón), y 53.7% (área experimental) respectivamente y se gestionaban con diferentes grados de rigurosidad. En 2015, el gobierno chino decidió implementar un nuevo sistema de parques nacionales y creó el Parque Nacional de Sanjiangyuan, que ocupa 123.100 km2 y se ha convertido desde 2020 en el parque piloto de un gran proyecto que pretende implementar diez grandes parques nacionales en China en 2030.

## Objetivos de la protección
Junto con la protección de los humedales y las aguas, también se han presentado como objetivos otros valores ecológicos, como la mejora de los pastizales, los bosques y la vida silvestre. Para promover los objetivos del SNNR, se han reducido la minería, la tala, la caza y el pastoreo descontrolados o mal administrados. Las empresas mineras extranjeras y de otro tipo han reemplazado a los mineros no controlados, se han plantado árboles y se han tomado medidas para proteger las especies en peligro de extinción. Para proteger los pastizales, a los pastores no se les permite pastar a sus animales en las 'zonas centrales' designadas (ver más abajo), y el pastoreo se supervisa en otras partes del SNNR. Además, los residentes han sido reasentados desde las zonas centrales y otras áreas de pastizales del SNNR, y los pastizales han sido cercados y están en proceso de privatización en toda el área de Sanjiangyuan.

## Características

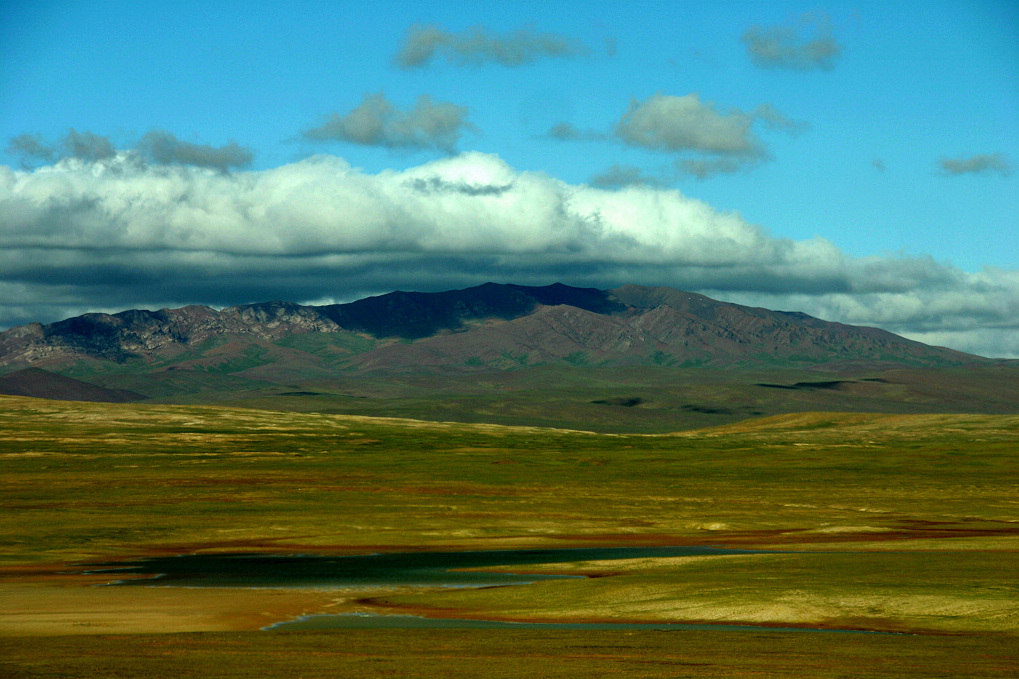
Una vista de Sanjiangyuan.

El área de Sanjiangyuan cubre las partes sur y este de Qinghai y tiene una superficie de aproximadamente 363.000 km2, el 50,4% de Qinghai. En él se incluyen total o parcialmente 18 condados de las cuatro prefecturas autónomas tibetanas de Yushu, Guoluo, Hainan y Huangnan, y la prefectura autónoma tibetana y mongola de Haixi. La población del área de Sanjiangyuan es de aproximadamente 600.000 habitantes, el 90% de los cuales son tibetanos. Se considera que el 70% de la población del área de Sanjiangyuan está "empobrecida", con un ingreso promedio de alrededor de 2000 RMB (aproximadamente 300 dólares) por persona/año. Dado que la cría de animales es la principal fuente de ingresos y que muchas personas son nómadas, esta cifra no refleja el nivel de vida real en una economía mayoritariamente no monetaria. El área de Sanjiangyuan en general no tiene un estatus legal especial, y el término se usa para indicar la región en la que nacen los tres ríos y existe el Parque Nacional de Sanjiangyuan.
La Reserva natural nacional de Sanjiangyuan (SNNR) era una subárea del Área de Sanjiangyuan que cubría un área de aproximadamente 152.300 km 2, 21% de Qinghai, 42% del área de Sanjiangyuan. Era más grande que Inglaterra y Gales juntos. Alrededor de 200.000 personas viven de forma tradicional dentro del área que cubría la reserva. Se realizaron esfuerzos de reasentamiento para recolocar a todos los nómadas en Qinghai para 2011, pero no está claro el resultado de esos esfuerzos. La Administración Forestal del Estado y el gobierno de Qinghai establecieron legalmente el SNNR en mayo de 2000. Su Oficina de Gestión se fundó en septiembre de 2001 y el SNNR obtuvo el estatus de nivel estatal (nacional) en enero de 2003. La Oficina de Gestión está en Xining y depende de la Oficina Forestal de Qinghai. Wang Zhibao, director de la Administración Forestal Estatal, dijo que los objetivos de la reserva natural protegen el ecosistema de la meseta de Qinghai-Tíbet, centrado en la pradera pantanosa alpina y el hábitat natural de la vida silvestre en el área de Sanjiangyuan.
El SNNR constaba de 18 subáreas de tres tipos: conservación de humedales (8 subáreas), conservación de vida silvestre (3 subáreas) y conservación de matorrales o bosques (7 subáreas). Cada subárea SNNR tenía tres zonas: una zona central, una zona de amortiguamiento y una zona experimental de usos múltiples. Los residentes de áreas degradadas están siendo reasentados. Se suponía que la zona central se manejaría estrictamente sin pastoreo y con medidas para proteger a las especies en peligro de extinción. Todo desarrollo y uso estaban prohibidos. Era una 'zona de nadie', con todos sus residentes reasentados en otros lugares. La zona de amortiguamiento promovía la conservación pero permitía el pastoreo limitado y rotativo . Las zonas experimentales de usos múltiples también se usaron para investigaciones científicas, ecoturismo y otras industrias verdes.
El parque nacional piloto de Sanjiangyuan posee una superficie de 123.100 km2, que es solo un poco más pequeño que Inglaterra. Abarca la mayor parte de la mitad sur de la provincia de Qinghai, con una altitud media de 4500 m.
Los predecesores de las zonas en el mapa SNNR pueden ser zonas de pastoreo que formaban parte del tuimu huancao, 'conversión de pastos en pastizales', que comenzó en 2000. En este programa había tres tipos de zonas para abordar el problema de los pastos degradados: zonas en las que el pastoreo estaba prohibido de forma permanente, zonas en las que el pastoreo iba a prohibirse de tres a diez años y zonas que estaban temporalmente cerradas al pastoreo o permitido el pastoreo estacional rotativo. La implementación de cuatro tipos de zonas en las prefecturas de Yushu y Guoluo también parece proporcionar un precedente, si no son las zonas del mapa SNNR descritas de manera diferente. Las dos primeras de estas zonas corresponden a lo que en el mapa SNNR se denomina "zona central", la tercera a la "zona de amortiguamiento" y la cuarta a la "zona experimental". En la tercera zona (es decir, de amortiguamiento) se reduciría el pastoreo o se prohibiría el pastoreo durante cinco o diez años, y en la cuarta zona (es decir, experimental) se realizaría un pastoreo rotativo hasta alcanzar su capacidad.
Los tamaños absolutos y relativos, y las poblaciones antes del reasentamiento, de las zonas son:
|           | Centro     | Buffer     | Experimental |
| --------- | ---------- | ---------- | ------------ |
| Área      | 31,218 km2 | 39,242 km2 | 81,882 km2   |
| % Total   | 20,5%      | 25,8%      | 53,7%        |
| Población | 40,000+    | 50,000+    | 120,000      |

Es probable que los límites y las características de las zonas estén abiertos a negociación. Por ejemplo, la prospección de oro de la empresa minera canadiense Inter-Citic Dachang se encuentra en una zona de amortiguamiento o experimental (o en ambas).
Además, solo las 3 subáreas funcionales del SNNR, aquellas con estaciones de protección, tienen límites definidos. Las otras 15 subáreas son más un plano para su delimitación final. Las tres subáreas funcionales son Amne Machin, Suojia-Qumahe (2 estaciones, una en Qumahe y Suojia) y Tongtian He.

## Municipios afectados
El SNNR está completamente en Qinghai. La siguiente tabla enumera los 71 municipios que están total o parcialmente en el SNNR.
| Prefectura     | Condado            | Municipios                                                            |
| -------------- | ------------------ | --------------------------------------------------------------------- |
| Yushu          | Yushu              | Xiaosuomang, Zhongda, Anchong, Haxiu, Batang                          |
| Yushu          | Nangqên (Nangqian) | Maozhuang, Ninagla, Baizha, Jinisai, Dongba, Gayong, Jiequ, Zhuoxiao  |
| Yushu          | Zadoi (Zaduo)      | Chari, Jieduo, Mouyun, Zhaqing, Aduo, Ansai                           |
| Yushu          | Zhidoi (Zhiduo)    | Soujia, Lixin, Zhahe                                                  |
| Yushu          | Qumarleb (Qumalai) | Maduo, Bagan, Dongfeng, Qumahe, Yege                                  |
| Yushu          | Chindu (Chengduo)  | Labu, Chengwen, Gaduo, Xiewu, Zaduo, Zhengqing                        |
| Gólog (Guoluo) | Maqên (Maqin)      | XueShan, Xiadawu, Lajia, Dongqingou, Dawu, Youyun, Dangluo, Changmahe |
| Gólog (Guoluo) | Madoi (Maduo)      | Heihe, Huanghe, Huashixia, Zhalinghu                                  |
| Gólog (Guoluo) | Darlag (darí)      | Tehetú                                                                |
| Gólog (Guoluo) | Gade (Gande)       | Xiazangke, Gang Long                                                  |
| Gólog (Guoluo) | Baima (Banma)      | Zhiqing, Ya'rtang, Denta, Mouba, Jiangri Tang                         |
| Gólog (Guoluo) | Jigzhi (Jiuzhi)    | Suhurima, Wasai, Mentang, Kansai, Riyu                                |
| Hainan         | Xinghai            | Zhongtie, Longzang, Wenquan, Qushian                                  |
| Hainan         | tongdé             | Xiuma, Tanggan, Gumang                                                |
| Huangnan       | Zekú               | Duohemao, Duofudun, Xibusha                                           |
| Huangnan       | Henán              | Ningmute                                                              |
| Haixi          | Golmud (Ge'ermu)   | Tanggulashan                                                          |
| Haixi          | Dulán              | balong                                                                |

## Subáreas de conservación
Esta tabla enumera los nombres de las 18 subáreas de conservación y los condados que ocupan total o parcialmente.
| Tipo              | Nombre           | Prefectura               | condados                         |
| ----------------- | ---------------- | ------------------------ | -------------------------------- |
| Humedal           | Xingxing Hai     | Guoluo                   | Maduo, Dari, Maqen               |
| Humedal           | Nianbao Yuzi     | Guoluo                   | Jiuzhi, Gande, Banma             |
| Humedal           | dangqu           | Yushu                    | Zaduo                            |
| Humedal           | Geladandong      | Haixi                    | Ge'ermu                          |
| Humedal           | A'nimaqin        | Guoluo                   | Maqen, Maduo                     |
| Humedal           | Yuegu Zhonglie   | Yushu                    | Qumalai                          |
| Humedal           | Zhaling-Eling Hu | Guoluo, Yushu, Haixi     | Maduo, Qumalai, Chengduo, Dulan  |
| Humedal           | Guozong Mucha    | Yushu                    | Zaduo                            |
| Fauna silvestre   | Suojia-Qumahe    | Yushu                    | Zhiduo, Qumalai                  |
| Fauna silvestre   | Jiangxi          | Yushu                    | Yushu, Nangqian                  |
| Fauna silvestre   | Baizha           | Yushu                    | Nangqian                         |
| Matorrales/bosque | Tongtian él      | Yushu                    | Chengduo, Yushu, Qumalai, Zhiduo |
| Matorrales/bosque | Dongzhong Batang | Yushu                    | Yushu                            |
| Matorrales/bosque | Angsai           | Yushu                    | Zaduo                            |
| Matorrales/bosque | Zhongtie Jungong | Hainan, Huangnan, Guoluo | Xinghai, Tongde, Henan, Maqen    |
| Matorrales/bosque | Duoque él        | Guoluo                   | Banma                            |
| Matorrales/bosque | Maixiu           | Huangnan                 | Zekú                             |
| Matorrales/bosque | haz que el       | Guoluo                   | Banma                            |

## Aves en la zona
Gallo de nieve tibetano, perdiz tibetana, cisne mudo, ánsar común, ánsar cabeza de barra, tarro blanco, ánade real, pato pico oriental, cerceta común, porrón común, pollo de agua, abubilla, vencejo del Pacífico, mochuelo, paloma de las colinas, de collar rojo paloma, grulla cuellinegra, ganga tibetana, monal china, archibebe común, andarríos verde, andarríos común, ibisbill, chorlitejo chico, chorlitejo chico, gaviota de Pallas, gaviota reidora, charrán común, milano negro, quebrantahuesos, Himalaya buitre, buitre negro, ratonero común, ratonero de montaña, águila esteparia, águila real, águila moteada mayor, águila imperial oriental, águila pescadora de Pallas, cernícalo vulgar, esmerejón, halcón sacre, halcón peregrino, somormujo lavanco, garceta común, garza real, cigüeña negra, herrerillo común, chova piquirroja, cuervo común, arrendajo de Sichuan, mirlo acuático de garganta blanca, colirrojo rojo, colirrojo de Hodgson, colirrojo de Daurian, colirrojo de alas blancas, colirrojo de agua de cabeza blanca, comunicación sobre estornino, treparriscos, avión arenero, avión asiático, curruca cejiblanca, alondra tibetana, alondra oriental, alondra cornuda, gorrión común, gorrión arborícola, pinzón de alas blancas, pinzón de nieve tibetano, pinzón de rabadilla blanca, rufo de cuello pinzón blanco, pinzón blanco, lavandera blanca, lavandera citrina, bisbita de Richard, acento alpino, acento petirrojo, acento marrón, twite, pinzón de montaña de Brandt, pinzón común, pinzón rayado, pinzón grande, pinzón de frente roja.

## Mamíferos
Lobo, zorro rojo, zorro de arena, oso pardo, nutria, comadreja alpina, turón estepario, tejón euroasiático, gato de Pallas, leopardo común, lince, leopardo de las nieves, asno salvaje, ciervo almizclero alpino, yak salvaje, antílope tibetano, gacela tibetana, blanco Ciervo de labios negros, oveja azul, argali tibetano, marmota del Himalaya, hámster tibetano, pika de labios negros, pika de orejas grandes, pika de Glover, liebre lanuda .

## Lecturas externas
- Banks, T. et al. (May 2003), "Community Based Grasslands Management in Western China", Mountain Research and Development, Vol. 23, No. 2.
- Banks, T. (2003), "Property Rights Reform in Rangeland China: Dilemmas On the Road to the Household Ranch", World Development, Vol. 31, No. 12.
- Foggin, J.M. (Feb. 2008), "Depopulating the Tibetan Grasslands", Mountain research and Development, Vol. 28, No. 1.
- Foggin, J.M. (2018), "Environmental conservation in the Tibetan Plateau region: lessons for China’s Belt and Road Initiative in the mountains of Central Asia", Land, Vol. 7, No. 2.
- Miller, J.D. (2007), "The World of Tibetan Nomads",  in "DROKPA:Nomads of the Tibetan Plateau and Himalaya", Vajra Publishers.
- Richard, C. et al. (2006), "The Paradox of the Individual Household Responsibility System in the Grasslands of the Tibetan Plateau", USDA Forest Service Proceedings.
- Worthy, F.R.  & Foggin, J.M., "From the Field (Fall 2008), Conflicts between local villagers and Tibetan brown bears in a remote region of the Tibetan Plateau", Human-Wildlife Conflicts 2(2).
- Yeh, E. (2003), "Tibet Range Wars: Spatial Politics and Authority on the Grasslands of Amdo",  Development and Change, 34(3).
- Smith A.T. and Foggin J.M. (1998), "Plateau Pika (Ochotona curzoniae) as keystone species to the alpine biodiversity of the Qinghai-Tibetan Plateau".
- Wu J., Wu G., Zheng T., Zhang X., Zhou K. (2020), "Value capture mechanisms, transaction costs, and heritage conservation: A case study of Sanjiangyuan National Park, China", Land Use Policy, Vol. 90:104246.

- Datos: Q840229